# جنگان، نفت‌چاله
جنگان، نفت‌چاله (به ترکی آذربایجانی: Cəngan) یک منطقهٔ مسکونی در جمهوری آذربایجان است که در Ərəbqardaşbəyli واقع شده‌است.